# Derek Smethurst
Derek Smethurst (Durban, 24 ottobre 1947) è un ex calciatore sudafricano, di ruolo attaccante.

## Carriera
Dopo aver giocato in patria, nell'estate del 1968 viene acquistato dal Chelsea, diventando il primo sudafricano nella storia dei Blues, società con la quale vince la FA Cup (1970) e disputa la finale della Coppa delle Coppe UEFA (1971) vinta sul Real Madrid per 2-1. Nell'agosto del 1971 si trasferisce al Millwall, rimanendo a Londra, con i quali gioca fino al 1975, quando si trasferisce negli USA. Tra il 1975 e il 1978 gioca per il Tampa Bay Rowdies, squadra per la quale segna 57 gol in 65 giornate, mantenendo una media reti/partita di poco inferiore a 1 e vincendo la NASL nel 1975. In seguito gioca a San Diego, Seattle, Memphis e Charlotte, giocando nel campionato indoor tra il 1980 e il 1982, anno del suo ritiro.
Durante la sua carriera ha totalizzato 147 gol in 289 incontri di campionato.

## Record
Smethurst vanta diversi record:
- Primo calciatore africano a vincere una competizione calcistica europea.
- Primo calciatore sudafricano a vincere una competizione calcistica europea.
- Primo calciatore a segnare quattro reti in una sola partita con i Tampa Bay Rowdies (NASL).
- Primo calciatore a segnare tre reti in una sola partita con i Seattle Sounders (NASL).
- Primo calciatore a segnare quattro reti in una sola partita con i Seattle Sounders (NASL).

## Palmarès

### Calcio

#### Club

##### Competizioni nazionali
- Coppa d'Inghilterra: 1

Chelsea: 1969-1970
- North American Soccer League: 1

Tampa Bay Rowdies: 1975

##### Competizioni internazionali
- Coppa delle Coppe: 1

Chelsea: 1970-1971

#### Individuale
- Capocannoniere della NASL: 1

1976 (20 gol)